# Anna Järvinen
Anna Järvinen (* 16. April 1970 in Helsinki) ist eine schwedenfinnische Sängerin und Songwriterin. Bis zu deren Auflösung war Järvinen Sängerin der Band Granada, seit 2007 veröffentlicht sie als Solokünstlerin Alben.

## Biografie
Anna Järvinen zog als Sechsjährige mit ihrer Mutter nach Stockholm. Mitte der 1990er Jahre sang sie in der schwedischen Popgruppe Mismates, anschließend in der Folkpopgruppe Granada, die zwischen 2000 und 2004 drei Alben veröffentlichte und sich 2003 zwischen den Aufnahmen und der Veröffentlichung ihres letzten Albums auflöste. Im Jahr 2007 wurde sie schließlich als Solokünstlerin von dem schwedischen Label Häpna unter Vertrag genommen und veröffentlichte im Oktober ihr erstes Album Jag fick feeling. Dieses Album konnte die Charts in Schweden und ihrem Heimatland Finnland erreichen und wurde in Schweden für drei Grammis nominiert.
Das zweite Soloalbum Man var bland molen wurde 2009 wieder unter Häpna veröffentlicht und erreichte die Charts in Schweden, in Finnland sogar die Top 10. Als Begleitband für ihre Eigenkompositionen stand ihr die Band Dungen zur Seite. Ihr in Schweden erfolgreichstes Album Anna Själv Tredje wurde 2011 unter Stranded veröffentlicht und von Universal vertrieben. Es erreichte die Top 10 in Schweden und verfehlte sie in Finnland nur knapp, kurz nach der Veröffentlichung musste es jedoch vom Markt genommen werden, weil eine Coverversion eines Songs der Cocteau Twins nicht genehmigt worden war. Das Album wurde kurze Zeit später mit einem anderen Lied als Ersatz neu veröffentlicht. In Finnland wurde im selben Jahr ein Duett mit Olavi Uusivirta, Nuori ja kaunis, ein Top-10-Hit.
Nachdem Ende 2011 der Titel Porslin, geschrieben von Björn Olsson und Martin Elisson, für das Melodifestivalen 2012 angekündigt war, die schwedische Vorentscheidung zum Eurovision Song Contest, wurde der Titel aus unbekannten Gründen zurückgezogen. Järvinen startete schließlich beim Melodifestivalen 2013, schied jedoch in der ersten Vorrunde als Siebte von acht Teilnehmern aus. Das kurz darauf veröffentlichte Best-Of-Album Samling verfehlte die Charts und war die letzte Veröffentlichung mit Universal.
Im Jahr 2015 wurde unter dem Independent-Label Diesel Music zunächst die Single Affären, dann eine Download-EP mit fünf Titeln und schließlich das Album Buren veröffentlicht. Vor der Veröffentlichung des Albums tourte Järvinen durch Schweden und Finnland. Im Jahr 2016 wurde das Album auch in finnischer Sprache veröffentlicht. Unter dem schwedischen Independent-Label Sing a Song Fighter wurde im Jahr 2020 die Single Psalm als Vorabauskopplung aus dem Album Vestigia Terrent veröffentlicht.
Anna Järvinen arbeitet auch als Lehrerin für Kunst und Englisch an der Käppala-Schule in Lidingö.

## Diskografie
mit Mismates
- 1996 All things Bright and Beautiful

mit Granada
- 2000 Granada
- 2002 Takes a Lot of Walking
- 2004 Let That Weight Slide off Your Shoulders

Soloalben
- 2007 Jag fick feeling
- 2009 Man var bland molnen
- 2011 Anna själv tredje
- 2013 Samling (Compilation)
- 2015 Buren
- 2016 Annan. En Anna (Finnische Version von „Buren“)
- 2020 Vestigia Terrent
- 2022 Lila (schwedisch) / Liila (finnisch)

Singles
- 2011 Lilla Anna
- 2011 Nuori ja kaunis (mit Olavi Uusivirta)
- 2013 Porslin
- 2015 Affären
- 2016 Sylvian joululaulu
- 2020 Psalm
- 2020 Melodifestival
- 2022 Visst vore det skönt (schwedisch) / Haaveunta vaan (finnisch)

EPs
- 2022 Dagen Var Mulen (mit Tapio Viitasaari)